# Tarcza Newtona

Układ kolorów w poglądowej wersji tarczy Newtona

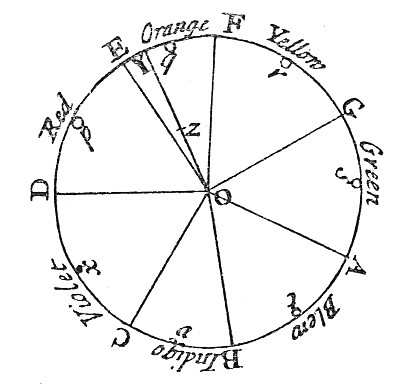
Tarcza barw według Izaaca Newtona (Opticks, 1704 r.)

Tarcza Newtona (również krążek Newtona) – dysk z radialnymi, kolorowymi sektorami, np. w kolorach tęczy, których barwy i wielkości są tak dobrane, aby przy szybkim obracaniu się krążka obserwator widział go jako jednolicie biały. Isaac Newton zaprezentował w ten sposób w roku 1704 addytywne mieszanie barw: odpowiednia kombinacja barw chromatycznych daje w wyniku zmieszania achromatyczne wrażenie bieli lub inne wrażenie barwne.

## Historia tarczy Newtona
Obserwując barwne efekty rozszczepienia światła w pryzmatach i soczewkach Newton wyjaśnił mechanizm aberracji chromatycznej, ograniczającej możliwości stosowania teleskopów (zaprojektował teleskop zwierciadlany, w którym to zjawisko nie występuje). Po eksperymentalnym potwierdzeniu możliwości rozdzielania achromatycznej wiązki promieniowania widzialnego na wiązki o różnych barwach oraz ich ponownego łączenia opisał już w latach 60. XVII w. zjawisko, które jest znane dzisiaj jako synteza addytywna. Analizując ten proces korzystał z „koła barw” (łac. spectrum locus). W jego centrum umieścił „punkt bieli”, a na obwodzie nazwy barw. Stwierdził, że takie dwuwymiarowe odwzorowanie barw mieszanych nie odpowiada rzeczywistej różnorodności wrażeń – nie umożliwia otrzymywania wrażenia o tej samej barwności (tonie barwy), lecz różnym nasyceniu. Sformułował zasadę „środka ciężkości mieszaniny barw”, opartą na przypisaniu poszczególnym składowym odpowiednich „ciężarów” (określanie barwy złożonej przez wyznaczenie „środka ciężkości wszystkich ciężarów”). Ten pierwszy system barw nie był ścisły (z czego Newton zdawał sobie sprawę), jednak został udoskonalony dopiero przez Maxwella, niemal dwa wieki później (zastąpienie koła trójkątem Maxwella).

## Koło barw a fizjologia wzroku i monitory RGB
Opracowanie przez Newtona tarczy barw jest uznawane za początek ścisłej nauki o działaniu wzroku i jedną z podstaw optyki. Doświadczenie ilustruje dwa zjawiska z dziedziny psychofizjologii wzroku: syntezę addytywną i bezwładność wzroku. Dzięki pierwszemu z nich przy szybkim obracaniu się krążka nie widzimy poszczególnych obrazów dysku – obraz "zlewa się", tak jakby w jednej chwili oko otrzymywało bodźce od wszystkich sektorów przesuwających się przez miejsce, na które patrzymy. Otrzymując bodźce pochodzące z różnych sektorów, a więc z różnych czopków siatkówki niemal równocześnie człowiek widzi barwę białą lub inną barwę mieszaną. Na podobnej zasadzie opiera się działanie monitorów RGB, przy czym nie występuje tam przesunięcie dodawanych bodźców w czasie lecz w przestrzeni – jednobarwne (czerwone, zielone i niebieskie) subpiksele tworzące piksele tak małe, że wzrok nie odróżnia poszczególnych subpikseli i człowiek widzi piksel o barwie mieszanej.

## Konstrukcja poglądowej wersji tarczy Newtona
Do zbudowania tarczy Newtona można użyć przedmioty codziennego użytku, np. tekturowy krążek z namalowanymi barwnymi sektorami, przebity gwoździem tworzącym z niego bączek lub płytę CD z namalowanymi/naklejonymi sektorami z osią wykonaną z monety lub kulki. Nie jest koniecznym malowanie wszystkich 7 „podstawowych” kolorów składowych tęczy; wystarczą trzy kolory dopełniające się do barwy białej: czerwony, zielony i niebieski. 
Nieidealne dobranie barw dopełniających skutkuje obrazem szarym, zamiast białego.

## Modyfikacje
Spotkać (lub wykonać) można również krążki o innym układzie barw, nie sumujących się do barwy białej – na przykład dwie połówki koła o kolorach: zielonym i czerwonym, dające addytywnie barwę żółtą.